# Pablo Mastroeni
Pablo Mastroeni (Mendoza, Argentina, 29 de agosto de 1976) es un exjugador y entrenador de fútbol estadounidense de origen argentino. Actualmente dirige al Real Salt Lake.

## Historia
Mastroeni se mudó a los Estados Unidos desde Argentina con su familia a la edad de cuatro años, estableciéndose en Phoenix, Arizona. Asistió a la Thunderbird High School y jugó fútbol juvenil para el Santos Futbol Clube. Mastroeni asistió a la Universidad Estatal de Carolina del Norte donde jugó en el equipo de fútbol masculino de 1994 a 1997. De 1995 a 1997, pasó la temporada baja universitaria jugando para los Tucson Amigos de la USISL.

## Carrera como jugador

### Profesional
En febrero de 1998, Miami Fusion seleccionó a Mastroeni en la segunda ronda (decimotercera general) del Draft universitario de la MLS de 1998. Jugó cuatro temporadas con Fusion, convirtiéndose en un titular regular en su segundo año con el equipo en la defensa central o en el mediocampo defensivo, y fue incluido en el MLS Best XI en 2001.
El Fusion fue contratado después de la temporada 2001 y Mastroeni fue la primera opción general del Borrador de asignación de la MLS de 2002, yendo al Colorado Rapids, a quienes capitaneó para su primer título en 2010. Mastroeni anotó su primer gol en los playoffs de la MLS contra el Columbus Crew el 28 de octubre de 2010.
Mastroeni fue traspasado a Los Angeles Galaxy en junio de 2013 y se retiró al final de la temporada.
En 2021, Colorado Rapids retiró el N°25 de Mastroeni. Este fue el primer número retirado por el club.

### Carrera internacional
Mastroeni ganó su primer partido con Estados Unidos contra Ecuador el 7 de junio de 2001. Cuando Chris Armas se lesionó solo unas semanas antes de la Copa Mundial 2002, Mastroeni se encontró como titular en el partido inaugural cuando los estadounidenses derrotaron a Portugal por 3-2.
El 10 de enero de 2005, se informó que se desgarró el cuádriceps de la pierna izquierda y estaría fuera de seis a ocho semanas. La lesión ocurrió mientras entrenaba con la selección nacional.
Mastroeni fue incluido en el equipo de Estados Unidos para el Mundial 2006. En un partido de la Copa Mundial de la FIFA 2006 contra Italia el 17 de junio, Mastroeni recibió una tarjeta roja por una entrada agresiva en la primera mitad. Mastroeni fue multado con CHF 7.500 y recibió una suspensión de tres juegos, por lo que se perdió el último partido de Estados Unidos de la Copa del Mundo y los dos primeros partidos de la Copa Oro de CONCACAF 2007.
El 7 de febrero de 2007, durante un amistoso entre Estados Unidos y México, Mastroeni fue el capitán del equipo. Mastroeni fue convocado para el primer partido de clasificación para la Copa Mundial de 2010 y dos de la tercera ronda, y fue titular en tres de los primeros cinco de la ronda final. Sin embargo, no fue incluido en la lista de la Copa Confederaciones ni en ninguno de los equipos de las cinco eliminatorias finales.

## Carrera como entrenador

### Colorado Rapids
Mastroeni fue nombrado entrenador interino de los Colorado Rapids después de que Óscar Pareja se marchase al FC Dallas en enero de 2014. Fue nombrado entrenador de los Rapids el 8 de marzo de 2014, una semana antes de que comenzara la temporada 2014. En 2014, Mastroeni y Rapids experimentaron la peor temporada de Rapid en la era de 34 juegos de la MLS. Permitiendo la mayor cantidad de goles en la MLS, 62, los Rapids terminaron penúltimos en la Conferencia Oeste con 32 puntos.
El 2015 fue otra campaña fallida para Mastroeni. Los Rapids terminaron la temporada últimos en la Conferencia Oeste y penúltimos en la clasificación general, recibiendo la segunda selección general en el próximo Superdraft de la MLS.
Durante la temporada baja antes de la temporada 2016, Mastroeni visitó Londres y pasó varios días viendo entrenar al Arsenal y al Tottenham. Mientras estuvo allí, analizó los estilos de entrenamiento de Mauricio Pochettino del Tottenham y Arsène Wenger del Arsenal, antes de viajar a Orlando para asistir a un curso de entrenamiento complementario. Mastroeni ayudó a los Rapids a establecer una identidad de equipo en 2016, un equipo de base defensiva que operaba con la formación 4-2-3-1. Esta identidad ayudó a los Rapids a lograr su mejor récord de temporada regular de todos los tiempos, con un mínimo de franquicia de 6 derrotas y un máximo de franquicia de 58 puntos. Mastroeni terminó segundo en la votación para el premio anual al Entrenador del Año de la MLS.
En la temporada baja, Mastroeni firmó una extensión de contrato por tres años, hasta 2019. El 15 de agosto, Mastroeni fue despedido como entrenador y fue reemplazado por Steve Cooke.

### Real Salt Lake
En 2021, Mastroeni fue nombrado entrenador asistente del Real Salt Lake. El 27 de agosto de 2021, fue nombrado entrenador interino tras la inesperada partida a mitad de temporada de Freddy Juarez. El 13 de diciembre de 2021, Mastroeni fue nombrado entrenador permanente del club para la temporada 2022.

## Clubes

### Como jugador
| Club               | País           | Año       |
| ------------------ | -------------- | --------- |
| Miami Fusion       | Estados Unidos | 1998-2001 |
| Colorado Rapids    | Estados Unidos | 2002-2013 |
| Los Angeles Galaxy | Estados Unidos | 2013      |

### Como entrenador
| Club            | País           | Año           |
| --------------- | -------------- | ------------- |
| Colorado Rapids | Estados Unidos | 2014-2017     |
| Real Salt Lake  | Estados Unidos | 2021-presente |

## Palmarés

### Como jugador

#### Campeonatos nacionales
| Título             | Club            | País           | Año  |
| ------------------ | --------------- | -------------- | ---- |
| Rocky Mountain Cup | Colorado Rapids | Estados Unidos | 2005 |
| Rocky Mountain Cup | Colorado Rapids | Estados Unidos | 2006 |
| MLS Cup            | Colorado Rapids | Estados Unidos | 2010 |
| Rocky Mountain Cup | Colorado Rapids | Estados Unidos | 2013 |

#### Campeonatos internacionales
| Título                  | Selección                       | País           | Año  |
| ----------------------- | ------------------------------- | -------------- | ---- |
| Copa Oro de la Concacaf | Selección de los Estados Unidos | Estados Unidos | 2002 |
| Copa Oro de la Concacaf | Selección de los Estados Unidos | Estados Unidos | 2005 |
| Copa Oro de la Concacaf | Selección de los Estados Unidos | Estados Unidos | 2007 |

### Como Entrenador

#### Campeonatos nacionales
| Título             | Club            | País           | Año  |
| ------------------ | --------------- | -------------- | ---- |
| Rocky Mountain Cup | Colorado Rapids | Estados Unidos | 2015 |
| Rocky Mountain Cup | Real Salt Lake  | Estados Unidos | 2021 |
| Rocky Mountain Cup | Real Salt Lake  | Estados Unidos | 2022 |
| Rocky Mountain Cup | Real Salt Lake  | Estados Unidos | 2023 |